# 三井雅晴
三井 雅晴（Mitsui Masaharu, 1954年9月16日 - ），日本棒球選手，出生於愛知縣知多郡武豐町，曾經效力於日本職棒羅德獵戶星隊，生涯通算29次勝投。